# 22 (Taylor Swift)
22 è un brano musicale della cantautrice country pop Taylor Swift, pubblicato come quarto singolo ufficiale dal suo quarto album in studio Red il 12 marzo 2013. È stato prodotto da Max Martin e Shellback.

## Descrizione
(Dal testo di 22.)
In una intervista a Billboard, la cantante spiegò il significato della canzone: "Avere 22 anni è stato il periodo più bello della mia vita. Ho apprezzato l'opportunità di essere ancora in fase di apprendimento, pur sapendo già abbastanza. Si è inconsapevoli, ma si è consapevoli di esserlo. Si è grandi abbastanza da cominciare a pianificare la propria vita, ma ancora giovani per essere consapevoli delle molte domande ancora senza risposta. Questo comporta dei sentimenti spensierati, nati in un certo senso da paure e incapacità decisionale mescolati al desiderio di lasciarsi andare. I miei 22 anni mi hanno insegnato molto". Taylor Swift ha dedicato il brano alle sue due amiche Dianna Agron e Selena Gomez.

## Accoglienza
22 ha ricevuto molte lodi dalla critica musicale. Il sito web Idolator scrisse entusiasta: "22 è una martellante traccia pop che comincia con un elastico riff di chitarra acustica e prosegue con un beat poderoso che richiama Katy Perry e la sua Teenage Dream, facendo strada a versi dolci e piacevolmente ribelli".
Billboard definì il brano "la canzone più sfacciatamente pop della carriera di Taylor Swift" finora, aggiungendo: "22 parla del tentativo di dimenticare le scadenze e incorora tutti i possibili hook più piacevoli. Al di sotto della brillante e levigata patina di positività si agitano i versi «Siamo felici, liberi, confusi e soli nel modo migliore», una riflessione piuttosto profonda sull'essere ventenni che dirige verso il ritornello. Anche quando si sta divertendo, Taylor Swift comunica comunque i propri conflitti emotivi seppur in modo scarno."
Amy Sciaretto di PopCrush definì il brano "un divertente inno da pigiama party. Non mancano i vibrati di chitarra acustica, che soddisfano i suoi fan di formazione country, ma il sound è tarato per i teenager [...]. Ricorda nella cadenza e nella grinta We Are Never Ever Getting Back Together oltre ad altre vecchie hit. In questa canzone auto-refernziale c'è spazio anche per un frammento di conversazione telefonica: «Who's Taylor Swift anyway?» (E chi sarebbe questa Taylor Swift?)" Digital Spy scrisse che la star "si lancia in un cantato contagioso di «twenty twooo-oo-oo» che vi rimarrà in testa per ore e ore. Per quanto sotto molti aspetti la cantante abbia concluso nei suoi vent'anni più di quanto molti ottengano in una vita intera, con questo pezzo più poppettaro nel proprio repertorio altro non sembra che sia ancora agli inizi".

## Video musicale
Il video ufficiale per il singolo è stato girato nel febbraio 2013 e pubblicato il 13 marzo. Diretto da Anthony Mandler, che per Taylor Swift aveva già girato il video del singolo I Knew You Were Trouble, vede anche la partecipazione di diverse amiche di Taylor Swift, tra cui l'attrice Jessica Szohr, famosa per il suo ruolo di Gossip Girl.. A differenza di molti video contemporanei, filmati in formato widescreen, il videoclip di 22 presenta un formato più tradizionale 4:3. A oggi il video è stato visualizzato 691 milioni di volte su YouTube.

## Esibizioni dal vivo
Taylor Swift interpretò il brano in occasione di Comic Relief il 22 febbraio 2013, e durante un concerto privato in Francia a bordo di uno yacht trasmesso da OFF.tv. La canzone fa parte della scaletta del terzo tour di concerti della star americana, il Red Tour. Taylor si esibì con "22" anche alla cerimonia dei Billboard Music Awards 2013.

## Classifiche
| Classifica (2013) | Posizione massima |
| ----------------- | ----------------- |
| Australia         | 21                |
| Belgio (Fiandre)  | 53                |
| Canada            | 21                |
| Francia           | 196               |
| Irlanda           | 12                |
| Nuova Zelanda     | 23                |
| Regno Unito       | 9                 |
| Slovacchia        | 36                |
| Stati Uniti       | 20                |

## 22 (Taylor's Version)
In seguito alla controversia con la sua precedente casa discografica e la vendita dei master delle pubblicazioni precedenti al suo contratto con la Republic Records, Swift ha cominciato a ri-registrare tutta la sua discografia dal 2006 al 2019, includendo anche brani non inclusi in alcun album in studio. Ogni reincisione presenta la dicitura Taylor's Version nel titolo, per distinguerla dall'incisione originale e quindi dal master non di proprietà della cantautrice.
Il 12 novembre 2021 Taylor Swift ha ripubblicato il brano sotto il nome 22 (Taylor's Version), incluso nell'album Red (Taylor's Version).

### Classifiche
| Classifiche (2021) | Posizione massima |
| ------------------ | ----------------- |
| Australia          | 27                |
| Canada             | 33                |
| Singapore          | 17                |
| Stati Uniti        | 52                |